# 톈궁 2호
톈궁 2호 (중국어: 天宫二号, 병음: Tiāngōng èrhào)는 중화인민공화국의 우주 정거장이다. 톈궁 계획의 두번째 우주 정거장으로, 우주 실험실 목적을 겸하고 있다. 2016년 9월 15일 22:04:09 (UTC+8)에 발사되었다.
톈궁 2호는 영구적인 궤도 정거장으로 설계되지 않았고, 이 정거장은 2023년에 발사가 예정된 중화인민공화국의 차기 대형 우주정거장을 위한 기술들을 시험하는 목적이 강하다.

## 역사
2008년에 중국재인항천공정망(중화인민공화국의 유인우주개발담당 기구)은 톈궁 2호와 톈궁 3호에 대한 계획을 발표했고, 톈궁 2호에 2인용 우주선을 도킹시킬 것이라고 했다.
중국국가항천국은 톈궁 2호를 2015년에 발사할 것으로 계획했었지만, 프로토타입 모듈인 톈궁 1호를 2011년 9월에 먼저 발사하는 것으로 계획을 변경하였다. 2011년 3월, 중화인민공화국 당국자는 톈궁 1호가 궤도에서 이탈한 이후에 톈궁 2호를 2015년에 발사할 것이라고 공인하였다.
무인 우주선이 재보급을 위해 톈궁 1호에 도킹하였다.
2014년 9월, 발사가 2016년 9월으로 연기되었다. 2016년 10월에 유인 우주선 선저우 11호를 통한 방문과 무인 우주선 톈저우 1호를 사용한 재보급 계획이 발표되었다. 2016년 9월 15일에 주취안 위성발사센터에서 창정 2F 로켓에 실려 발사되었다.
2016년 9월 19일에 선저우 11호와 성공적으로 도킹되었다.
고비 사막에 있는 주취안 위성발사기지에서 발사된 선저우 11호의 승무원인 징하이펑과 천둥이 톈궁 2호의 첫 승무원이 되었다. 선저우 10호 이후 3년만에 재개된 중화인민공화국의 유인 우주 임무였다.
톈궁 2호에서의 30일간의 체류 동안, 두 우주비행사는 무중력이 신체에 미치는 영향, 궤도에서의 유저보수를 위한 인간-기계 협업 실험, 동반 위성 발사 등의 과학 및 공학적인 실험을 수행하였다. 사진 촬영 및 근거리 우주 유영도 진행되었다. 감마선 폭발 편광계, 우주에 최초로 올라간 냉각 원자 시계  등으로 풍부한 데이터를 수집하고, 약간의 성과도 얻었다.
11월 17일에 선저우 11호는 톈궁 2호에서 분리되어, 재돌입 모듈이 중국 표준시 13:59에 내몽골 자치구 중부에 성공적으로 착륙하였다.

## 같이 보기
- 중화인민공화국의 우주 계획
- 중국 우주 정거장 – 계획중인 다모듈 궤도 정거장
- 선저우 계획
- 국제우주정거장
- 살류트 1호 - 소련 최초의 유인 우주 정거장
- 스카이랩 - 미국 최초의 유인 우주 정거장
- 톈궁 1호
- 톈궁 3호